# Zasady sportu żużlowego

## Punktacja i tabela biegowa

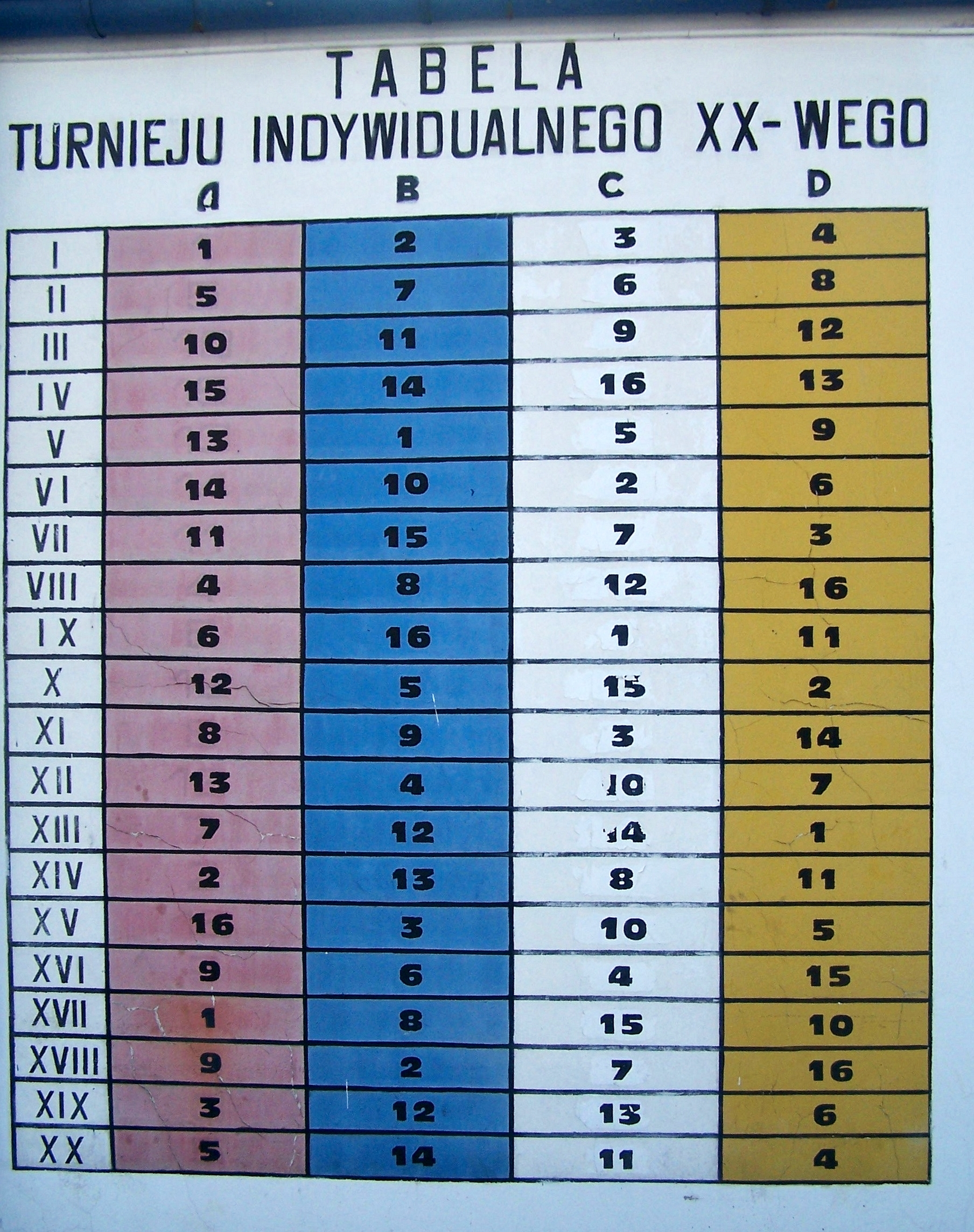
Tabela biegowa obowiązująca podczas turnieju indywidualnego – dwudziestobiegowego

Sport żużlowy może być zaliczany zarówno do sportów indywidualnych, jak i drużynowych. Zawody rozgrywa się w wielu formach - indywidualnej, parami lub wieloosobowymi drużynami, sumując punkty uzyskane przez zawodników danej drużyny (w formie czwór- czy pięciomeczu lub pojedynczego meczu z udziałem dwóch drużyn gdzie gospodarzem meczu jest jedna z tych drużyn). Obsada biegu jest ustalana na podstawie tabeli biegowej. W żużlu klasycznym za zwycięstwo w biegu zawodnik (oraz odpowiednio drużyna) uzyskuje zazwyczaj 3 punkty, za drugie miejsce – 2, za trzecie - 1 punkt. Zawodnik, który do mety dojedzie ostatni lub wyścigu nie ukończy (niezależnie czy z powodu defektu sprzętu, wykluczenia czy upadku) – nie otrzymuje punktów.
W zawodach indywidualnych każdy zawodnik zazwyczaj prezentuje się na torze pięciokrotnie lub czterokrotnie, spotykając się jednokrotnie z każdym innym zawodnikiem. Niekiedy stosuje się także tabelę biegową, odpowiadającą systemowi pucharowemu – rezultat każdego biegu decyduje o obsadzie następnych – najsłabsi odpadają, a najlepsi w ostatnim biegu spotykają się w finale, który decyduje o końcowym triumfie. Na takich zasadach w latach 1998–2004 rozgrywano turnieje Grand Prix, wyłaniające mistrza świata.
Wśród zawodów drużynowych wyróżnia się mecze (z udziałem dwóch drużyn) oraz czwórmecze (cztery drużyny), rzadziej trójmecze, pięciomecze itd. W przypadku meczów z udziałem dwóch drużyn, w każdym wyścigu bierze udział po dwóch zawodników z każdej drużyny, zgodnie z tabelą biegową. Przepisy różnią się w zależności od kraju – np. liga duńska stosuje 14-biegową tabelę wyścigów, a polska, szwedzka i angielska – 15-biegowe, lecz zupełnie odmienne.
Żużel na długich lub trawiastych torach od żużla klasycznego pod względem zasad różni się z reguły większą liczbą zawodników w jednym biegu, nieraz większą liczbą okrążeń i odpowiednio zmodyfikowaną punktacją.

## Kalkulowana średnia meczowa
W polskiej lidze żużlowej na wzór brytyjskiej średniej CMA w latach 1999–2002 oraz 2011–2013 obowiązywała KSM, czyli kalkulowana średnia meczowa. Średnia obliczana była na podstawie wzoru:
KSM zawodnika = średnia liczba punktów zawodnika na bieg w sezonie poprzednim z uwzględnieniem punktów bonusowych × 4.
Średnia miała w założeniu ograniczać liczbę czołowych żużlowców w jednym zespole co miało z kolei wyrównać poziom polskiej ligi i zlikwidować dominacje klubów.

## Wykluczenia
Zawodnik może zostać wykluczony z wyścigu przez sędziego w kilku przypadkach, ściśle określonych regulaminem. Każde z wykluczeń posiada zwyczajowe oznaczenie wpisywane do programów zawodów i sprawozdań. Do rodzajów wykluczeń należą:
- w/2m lub w/czas - spóźnienie na start (przekroczenie dozwolonego czasu 2 minut od włączenia pomarańczowego światła),
- w/u - spowodowanie przerwania wyścigu w wyniku upadku,
- w/t lub t - dotknięcie taśmy startowej (po zapaleniu się zielonego światła),
- w/su - spowodowanie upadku drugiego zawodnika,
- w/dubl. - zdublowanie (zawodnik prowadzący wyprzedza ostatniego zawodnika, znajdującego się jeszcze na poprzednim okrążeniu),
- w/2x - przejechanie wewnętrznej krawędzi toru obydwoma kołami,
- nieregulaminowy lub niekompletny sprzęt lub wyposażenie,
- niesportowe zachowanie.

O wykluczeniu decyduje jednoosobowo sędzia. W przypadku, gdy zawody są obserwowane przez kamery telewizyjne, przed podjęciem decyzji sędzia ma prawo do obejrzenia powtórki biegu z zapisu filmowego. Wykluczony zawodnik nie może wziąć udziału w powtórce biegu. W zawodach indywidualnych, jeśli zawodnik zostaje wykluczony przed startem (np. za przekroczenie limitu czasu, dotknięcie taśmy czy niesportowe zachowanie), może go zastąpić zawodnik rezerwowy. W zawodach drużynowych, zasadniczo wykluczony zawodnik nie może być zastąpiony, a wyścig odbywa się w niepełnym składzie. Wyjątkiem jest sytuacja, gdy w regulaminie danej ligi, jak np. obecnie w Polsce przy dotknięciu taśmy, dopuszcza się możliwość zastąpienia. Taka sytuacja budzi kontrowersje, ponieważ w praktyce rezerwowy często jest lepszym zawodnikiem od wykluczonego, co może dawać drużynie nienależną korzyść.

## Zmiany obsady wyścigu
Podczas spotkań drużynowych, trener nie ma zazwyczaj regulaminowej możliwości wprowadzania dowolnych zmian (każdy za każdego) – istnieją bowiem szczegółowe przepisy ograniczające stosowanie rezerwy. W polskiej Ekstralidze, w typowej sytuacji, istnieje jedynie możliwość wprowadzenia zgłoszonego wcześniej do składu rezerwowego zawodnika młodzieżowego (do 21. roku życia) w co najwyżej pięciu wyścigach. Jedynie w przypadku kontuzji któregoś z liderów drużyny odniesionej przed meczem, istnieje możliwość wprowadzenia do obsady biegu w ramach rezerwy zawodnika innego niż rezerwowy (tzw. zastępstwo zawodnika).
W celu podniesienia atrakcyjności spotkań, w większości lig żużlowych istnieją odrębne, mniej rygorystyczne przepisy dotyczące zmian w przypadku dużej różnicy punktowej pomiędzy zespołami. W Polsce, w przypadku straty 6 punktów w meczu do prowadzącej drużyny trener może zarządzić rezerwę taktyczną - w miejsce dowolnego zawodnika może pojechać każdy inny. W ramach rezerwy taktycznej jeden zawodnik może startować tylko raz na mecz. W niektórych zawodach (m.in. w lidze brytyjskiej oraz w turniejach Drużynowego Pucharu Świata) ponadto stosowana jest tzw. złota rezerwa - punkty zawodnika startującego z tej rezerwy liczą się podwójnie. W Wielkiej Brytanii ponadto zawodnik startujący z tej rezerwy rozpoczyna wyścig 15 metrów dalej niż pozostali. W zależności od regulaminu danego cyklu zawodów, ze złotej rezerwy może skorzystać drużyna przegrywająca 6 lub 10 punktami. Żużlowca startującego jako złota rezerwa zwyczajowo określa się mianem Jokera.

## Motocykl żużlowy

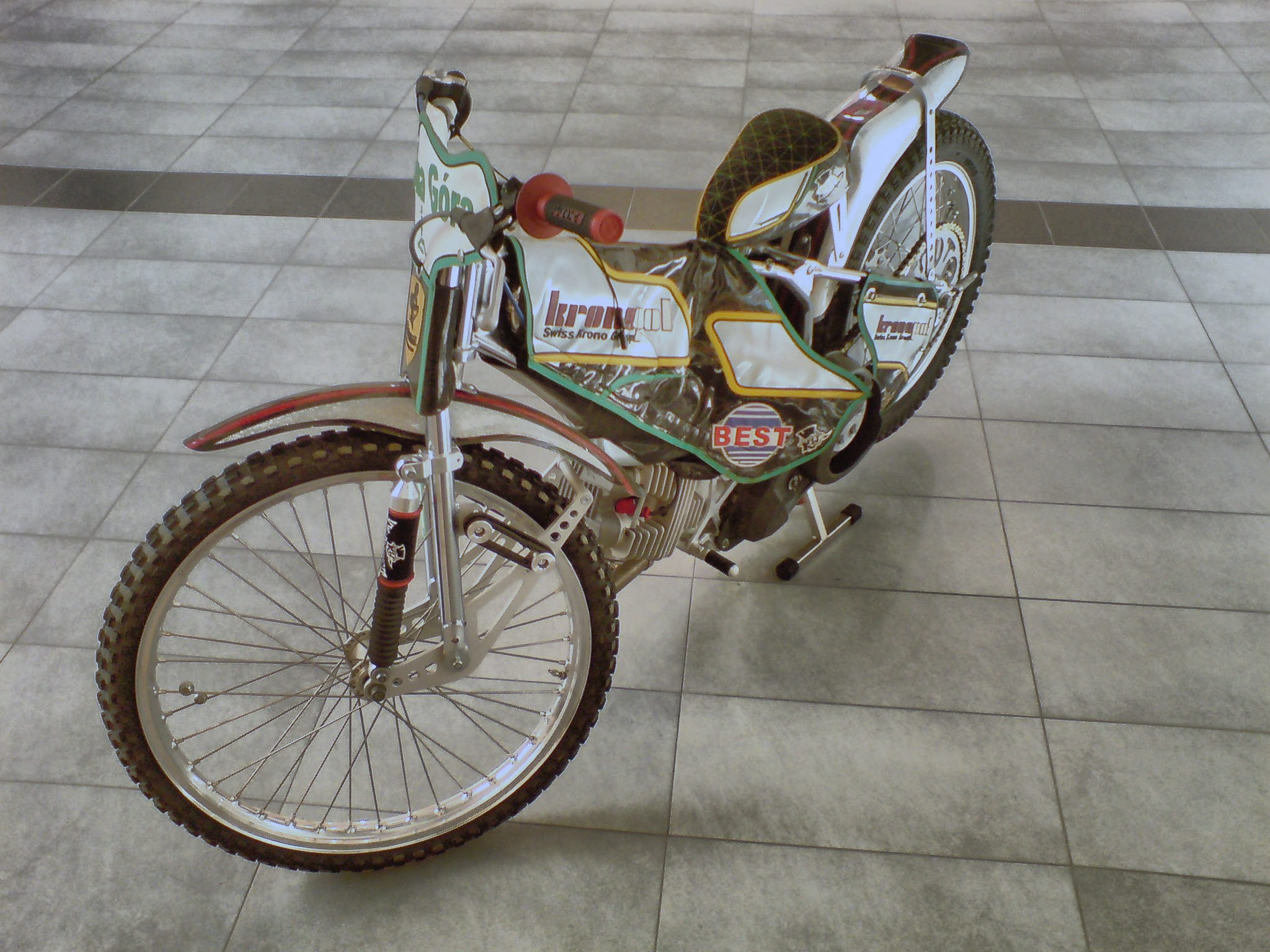
Motocykl żużlowy

Obecnie motocykle stosowane w sporcie żużlowym są specjalnymi konstrukcjami, przeznaczonymi tylko do wyścigów. Nie posiadają skrzyni biegów, hamulców oraz żadnego oświetlenia, konstrukcyjnie przystosowane są do jazdy w lewo (chociaż kierownica skręca się w obie strony) oraz do pokonywania łuków ślizgiem kontrolowanym. W żużlu klasycznym silniki mają pojemność do 500 cm3. Jedynym producentem motocykli jest Jawa w czeskim Divišovie, używane są też "składaki" wykorzystujące włoskie silniki Giuseppe Marzotto i czeskie lub angielskie ramy - Jawa, Stuha oraz Antig i PJ. Zanim nowy silnik zostanie wykorzystany w wyścigu, zazwyczaj przechodzi tuning, który wykonuje jedynie niewielka grupa specjalistów, a jakość ich usług jest ważnym czynnikiem niezbędnym do osiągnięcia sukcesu.

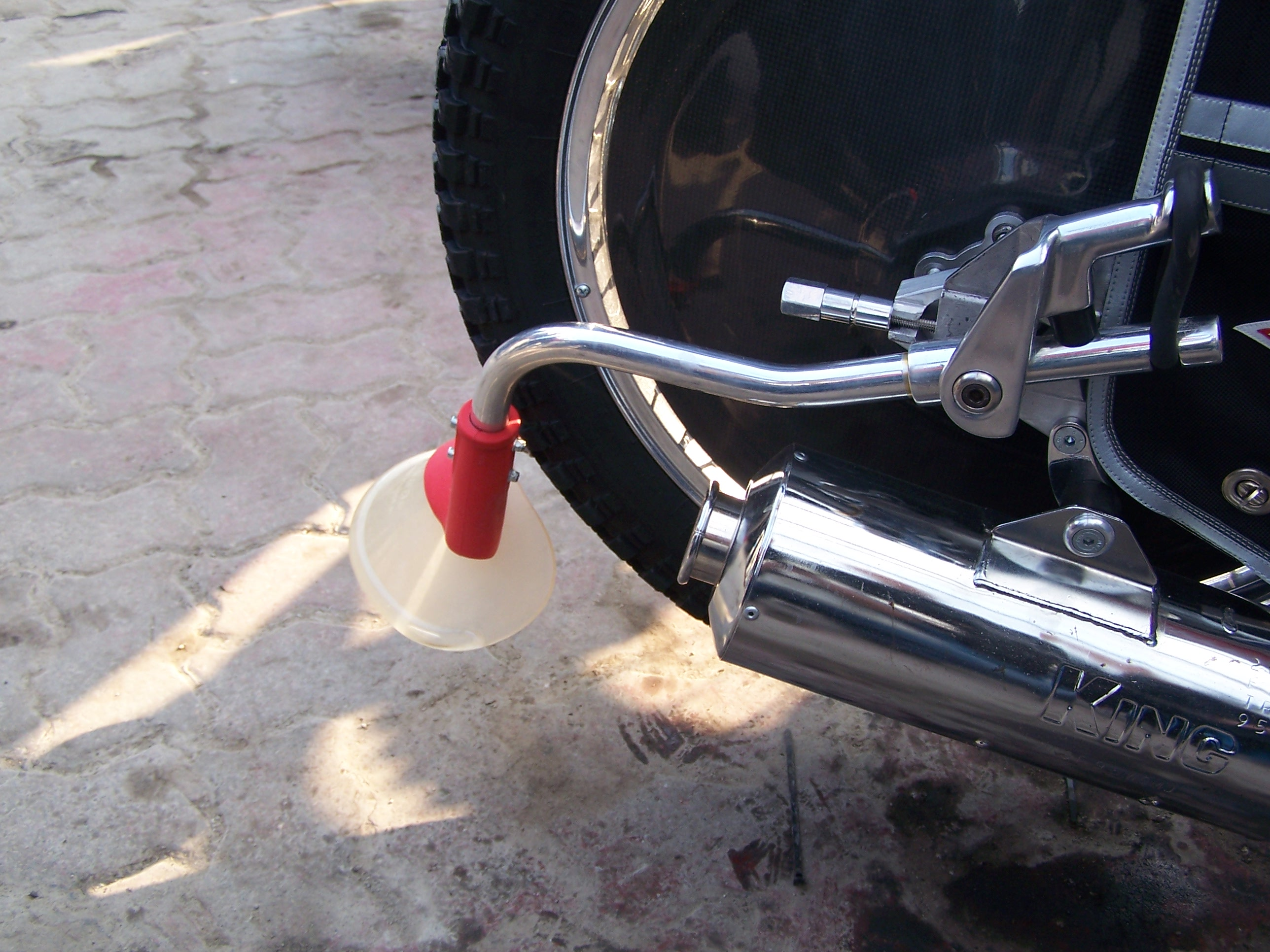
Deflektor

Motocykle do jazdy na żużlu muszą ponadto spełniać kryteria określone w regulaminach sportu żużlowego, m.in.:
- muszą mieć układ wydechowy odpowiadający przepisom FIM, z limitem głośności do 98 dB, oryginalny, bez żadnych zmian i ulepszeń,
- we wszystkich zawodach mogą być używane tylne opony dowolnej marki i dowolnego typu, mające ważną homologację FIM na dany rok; niedozwolone jest ich podgrzewanie ani żadna inna modyfikacja,
- nie wolno naprawiać kierownic z lekkich stopów poprzez spawanie,
- dozwolone jest stosowanie tytanu i jego stopów w silniku i podwoziu motocykla,
- w zawodach nie wolno używać innych motocykli niż podanych w zgłoszeniu dostarczonym organizatorowi zawodów,
- waga motocykla nie może być mniejsza niż 77 kg,
- w większości zawodów motocykl musi być wyposażony w deflektor, pełniący rolę błotnika

Motocykl, który nie spełnia powyższych wymogów, lub jego konstrukcja bądź stan zagrażają bezpieczeństwu zawodników, nie zostaje dopuszczony do startu przez sędziego zawodów.

## Tor żużlowy

Schemat toru żużlowego: (1) linia startu/mety, (2) kierunek jazdy, (3) linia mierzenia długości toru, (4) tzw. krawężnik, (5) banda, (6) szerokość łuku - min. 14 m

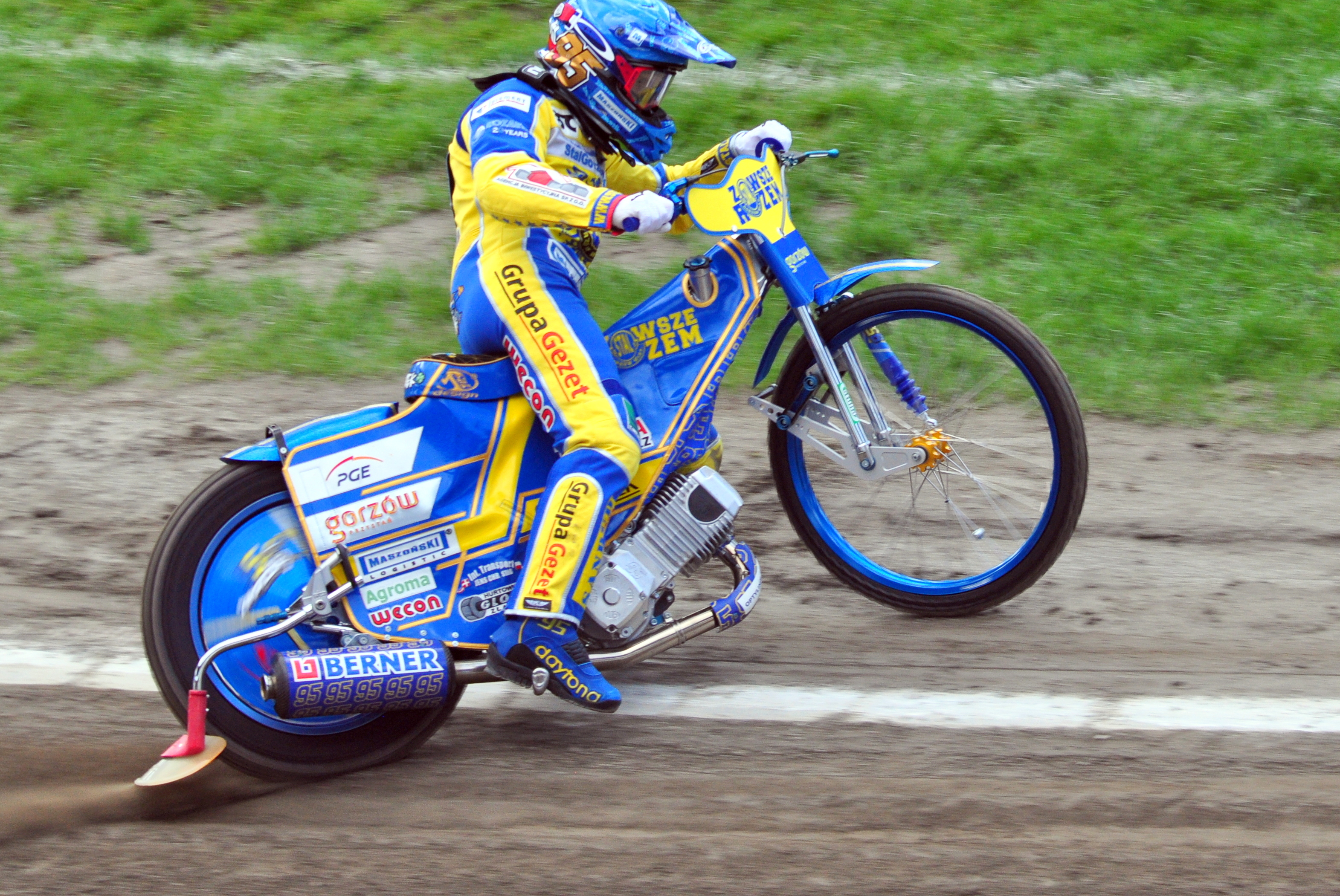
Wewnętrzna krawędź toru żużlowego tzw. krawężnik, może być przejechany tylko jednym kołem

Wszystkie tory i stadiony żużlowe muszą spełniać wymogi zawarte w regulaminach FIM i posiadać homologację federacji narodowej lub FIM, w przypadku organizowania zawodów międzynarodowych. Większość zawodów żużlowych rozgrywa się na torach stałych, jednak na część turniejów cyklu Grand Prix przygotowuje się tory tymczasowe na dużych stadionach, np. Parken w Kopenhadze lub Millennium Stadium w Cardiff.
Tor musi znajdować się na płaskim terenie, być w kształcie przypominającym owal - wymagane jest jednak istnienie dwóch prostych. Regulamin określa długość toru, mierzoną metr od wewnętrznej krawędzi, na odpowiednio 260–425 m dla żużla klasycznego i lodowego, 426-1300 dla torów długich i żużla na trawie, oraz 120–200 m dla mini żużla. Minimalna szerokość prostej dla żużla klasycznego wynosi 10 m, a łuku - 14 m. Nawierzchnia toru musi być wykonana z granitu, żużlu, granulowanej cegły lub innego sypkiego materiału. Niedozwolone jest stosowanie betonu, cementu ani innych twardych nawierzchni. Obecnie najpopularniejsze są nawierzchnie granitowe, które prawie całkowicie wyparły tradycyjne nawierzchnie żużlowe. Ostatnim z tradycyjną nawierzchnią żużlową w Polsce był tor w Krośnie, który funkcjonował do 2016 roku. Od sezonu 2017 tor posiada nową, granitową nawierzchnię.

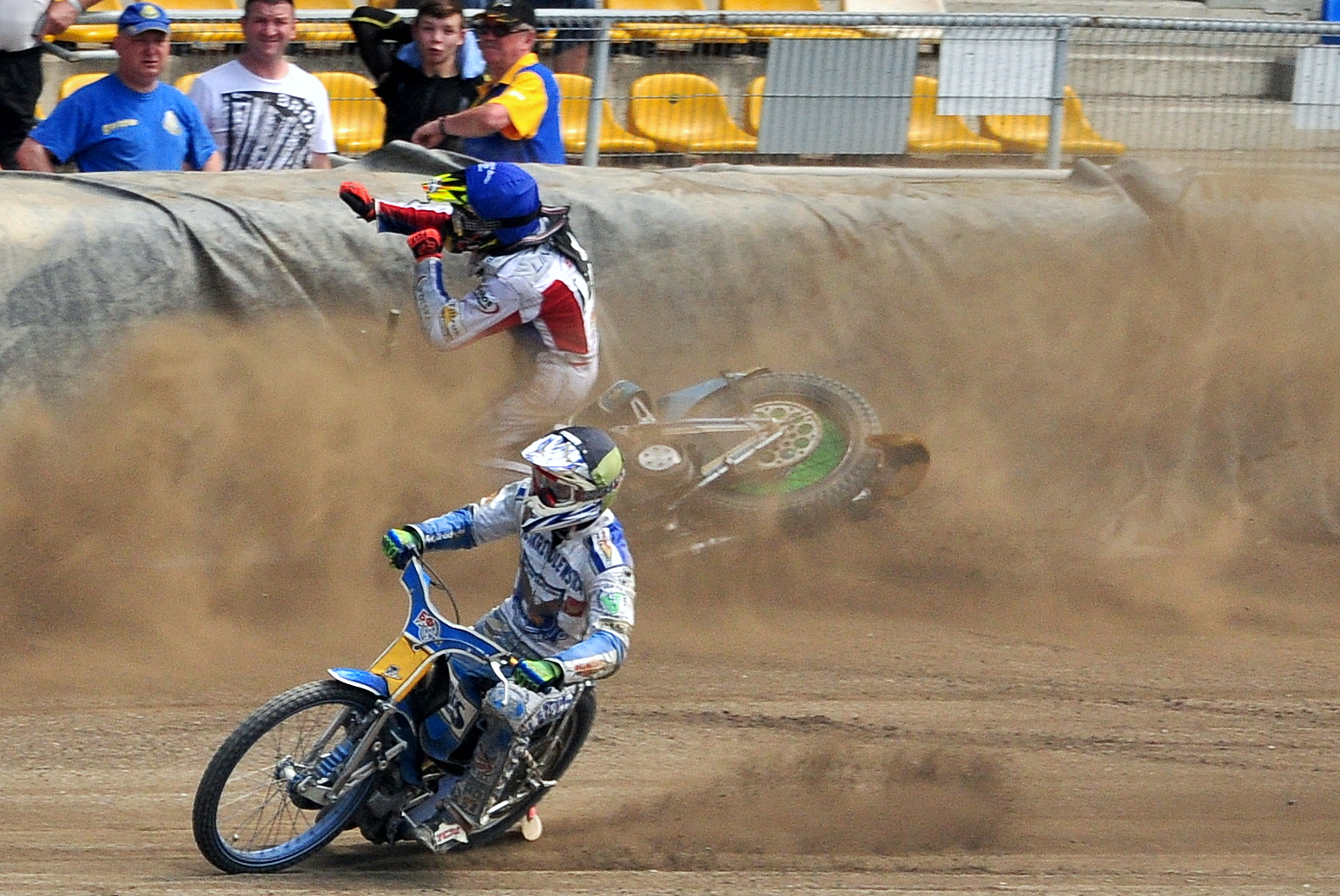
Zawodnik z pełnym impetem uderza w dmuchaną bandę

Tor musi być otoczony bandą drewnianą, gumową, plastikową lub inną, pochłaniającą energię uderzenia. Regulamin FIM zaleca stosowanie band dmuchanych (powietrznych). Obecnie bandy dmuchane wymagane są w lidze brytyjskiej oraz we wszystkich polskich ligach.
W połowie jednej z prostych umieszcza się linię startową wyposażoną w maszynę startową podnoszącą taśmę, sterowaną przez sędziego. Nad trybunami na wysokości linii startu umieszcza się wieżyczkę sędziowską. W pobliżu toru żużlowego znajdować się musi ponadto odpowiednio wyposażony park maszyn, z którego korzystają żużlowcy podczas zawodów. Na stadionie znajdować się musi także zaplecze dla służb medycznych oraz prasy.

## Przebieg zawodów
Każde zawody żużlowe, niezależnie od rangi i formy rywalizacji (indywidualnie czy drużynowo), odbywają się według identycznego schematu. Właściwe zawody poprzedzone są próbą toru, czyli serią treningową, podczas której zawodnicy w ściśle określonym czasie i kolejności mogą zapoznać się z warunkami torowymi i nawierzchnią. Próba toru pozwala zawodnikom na odpowiednie przygotowanie motocykla (m.in. przez dobranie przełożeń).
Po próbie toru następuje prezentacja zawodników. Zwyczajowo odczytywana jest lista startowa, a następnie wszyscy zawodnicy prezentują się kibicom okrążając tor pieszo, na platformie lub motocyklu. Cechą charakterystyczną prezentacji na wielu stadionach, szczególnie w Polsce, są organizowane przez kibiców oprawy z wykorzystaniem rac i serpentyn oraz innych efektów świetlnych, dymnych, hukowych.

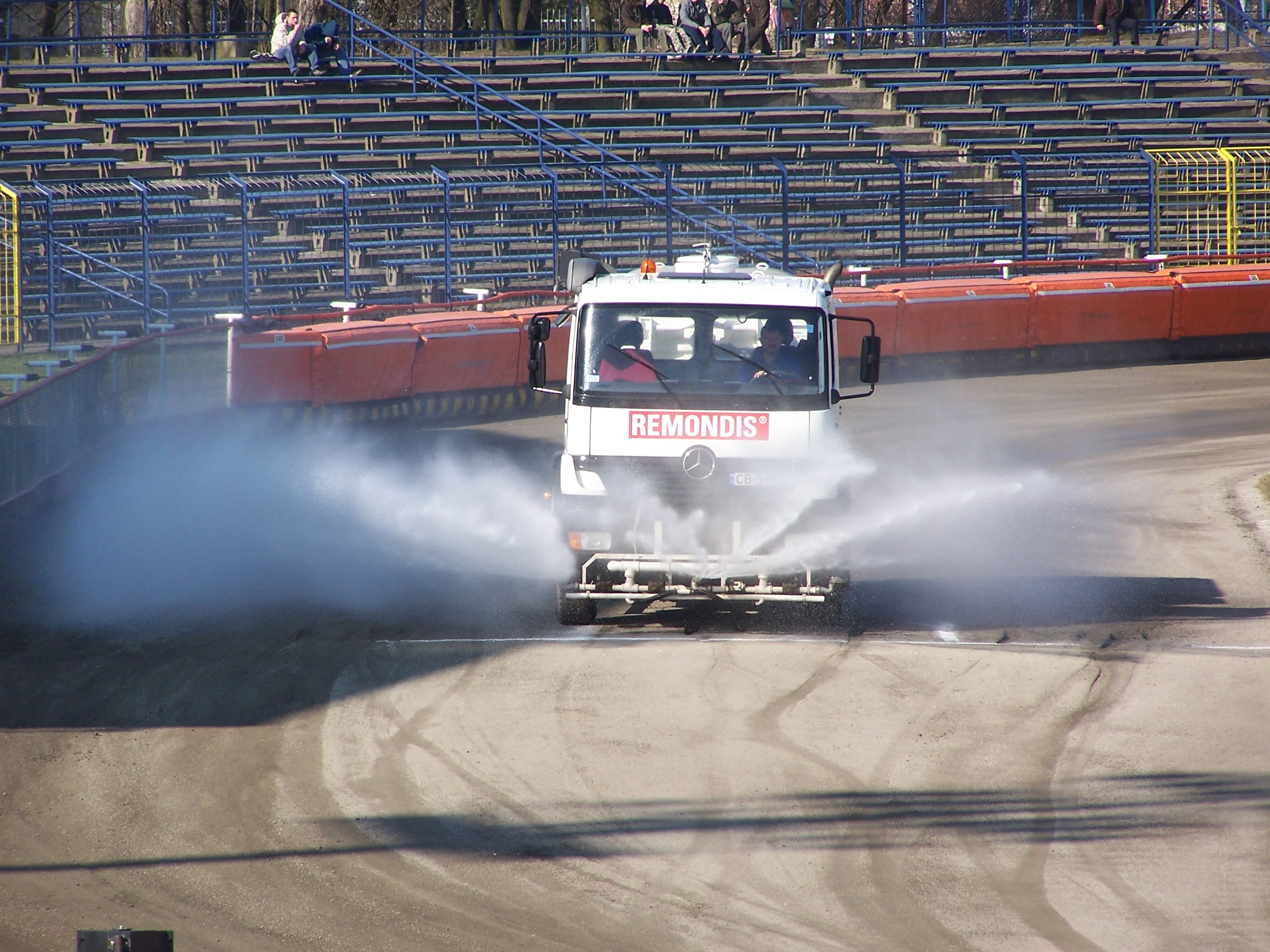
Polewaczka na torze w Bydgoszczy

Po prezentacji rozpoczyna się właściwa część zawodów. Biegi odbywają się w seriach po 3-4 wyścigi. Między każdym wyścigiem jest kilkuminutowa przerwa dla zawodników, a między każdą serią zazwyczaj, za pomocą ciągników, przeprowadza się równanie toru. Jego celem jest zniwelowanie powstających podczas biegu kolein oraz wyrównanie odsypującej się nawierzchni. O częstotliwości równania toru decyduje sędzia zawodów, w zależności od stanu toru i warunków atmosferycznych. Wraz z równaniem często dokonuje się także roszenia toru w celu ograniczenia kurzu.
Sędzia zarządza moment startu, obserwuje przebieg wyścigu, decyduje o wykluczeniach i zatwierdza punktację. Wyniki biegu notuje się w dostarczanych kibicom przez organizatora programach meczowych (często program służy jako bilet wstępu na zawody, nieraz może być nabywany oddzielnie). 
Podczas biegu w oficjalnych zawodach prowadzi się także chronometraż. Czas potrzebny na pokonanie czterech okrążeń standardowego toru w żużlu klasycznym wynosi 55-70 sekund. W sprawozdaniu z zawodów, oprócz punktacji, podaje się zazwyczaj także najlepszy czas dnia. Każdy tor posiada swój rekord toru, którego poprawienie wiąże się zazwyczaj z dodatkową gratyfikacją finansową od organizatora zawodów.

## Bieg
Przed rozpoczęciem biegu sędzia włącza zielone światło w parkingu dla zawodników, zezwalające na wyjazd z parku maszyn, oraz zazwyczaj uruchamia pomarańczowe światło wraz z pomiarem czasu. Zawodnicy mają 2 minuty na ustawienie się w odpowiedniej kolejności (zgodnie z tabelą biegową) na linii startu. Każdy zawodnik, który spóźni się na start, podlega wykluczeniu i w zawodach drużynowych nie może być zastąpiony. Prawidłowe ustawienie zawodników przed linią startu kontroluje kierownik startu, w momencie rozpoczęcia biegu mający obowiązek przebywać pomiędzy żużlowcami na linii startu.
Nakaz gotowości do startu wydaje sędzia, zapalając zielone światło. W tym momencie zawodnicy, trzymając sprzęgło, otwierają przepustnicę za pomocą manetki gazu, oczekując na podniesienie taśmy. Bieg rozpoczyna sędzia, zwalniając - za pomocą pulpitu w wieżyczce sędziowskiej - taśmę startową, która w większości konstrukcji przytrzymywana jest przez elektromagnesy. W momencie uniesienia taśmy, zwalniają sprzęgło i rozpoczynają wyścig. Charakterystyczny ruch głowy zawodników, w kierunku mechanizmu przytrzymującego taśmę, od razu po zaświeceniu zielonego światła, spowodowany jest tym, że obserwacja momentu zwolnienia elektromagnesów, pozwala szybciej zwolnić sprzęgło i szybciej wystartować. Aktualne przepisy sportu żużlowego nie pozwalają zawodnikowi na dotknięcie taśmy po zapaleniu się "zielonego" światła (zawodnik zostaje wykluczony z biegu). Dotknięcie taśmy wcześniej nie niesie ze sobą żadnych konsekwencji. W historii sportu żużlowego, przepis ten zmieniał się kilkukrotnie.
Po kilkunastu metrach, na tzw. pierwszym łuku, zawodnicy zazwyczaj po raz pierwszy od startu korygują tor jazdy, dążąc do zajęcia optymalnej ścieżki. Powoduje to często kontakt między zawodnikami a w konsekwencji kolizje i upadki, w których trudno jest wskazać winnego. Dlatego też w polskiej lidze żużlowej wprowadzono przepis, pozwalający sędziemu na zarządzenie powtórki biegu bez wykluczenia żadnego z zawodników, gdy doszło do upadku na pierwszym łuku i niemożliwe jest jednoznaczne wskazanie winnego. W każdym innym etapie biegu sędzia musi wykluczyć zawodnika, który spowodował przerwanie biegu.
Jeżeli zawodnik nie mógł ukończyć biegu w wyniku zdarzenia na ostatnim okrążeniu, polegającego na upadku, faulu, niesportowej lub niebezpiecznej jeździe innego zawodnika, bieg nie jest powtarzany. W takim wypadku sędzia wyklucza żużlowca winnego zdarzenia i zalicza wyniki wyścigu, przyznając punkty zawodnikom, którzy ukończyli bieg przed zdarzeniem według kolejności przekroczenia przez nich linii mety, a pozostałym – zgodnie z pozycjami, jakie zajmowali w chwili zdarzenia, z pominięciem wykluczonego.
Optymalna ścieżka jazdy zależy od wielu czynników, w szczególności od stanu toru i sposobu jego przygotowania, warunków atmosferycznych, geometrii toru oraz indywidualnych preferencji zawodników. Z reguły zawodnicy pokonują dystans po ścieżce w kształcie zbliżonym do okręgu - po wewnętrznej stronie łuków oraz po zewnętrznej stronie prostych.
Na żużlu zawodnicy ścigają się zazwyczaj przez cztery okrążenia, ze startu wspólnego, pokonując tor zawsze w kierunku przeciwnym do ruchu wskazówek zegara. W latach 1947–1956 podczas zawodów żużlowych ścigano się zarówno na 3, 4 oraz 5 okrążeń.

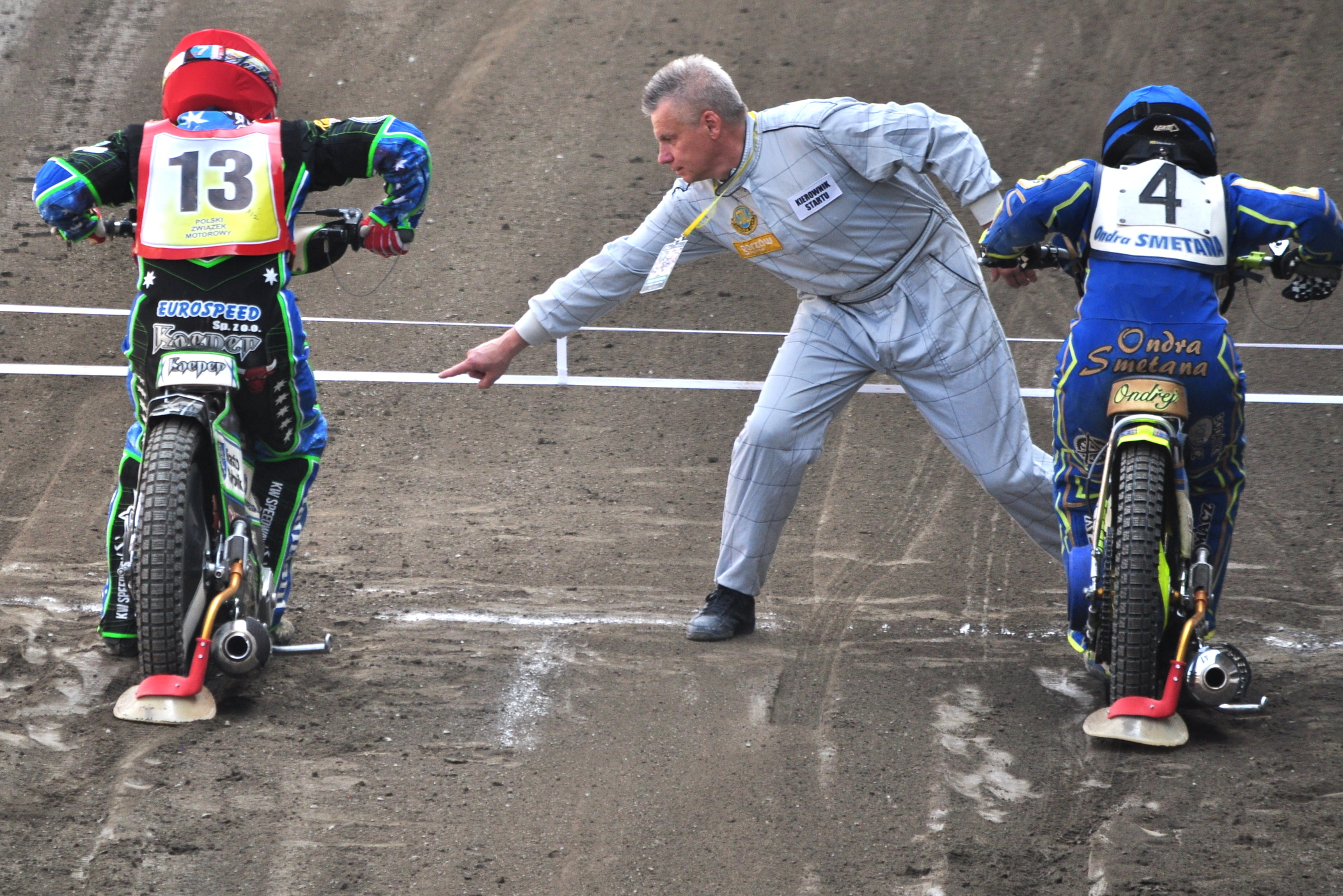
Przygotowania do startu. Kierownik startu koryguje ustawienie zawodnika
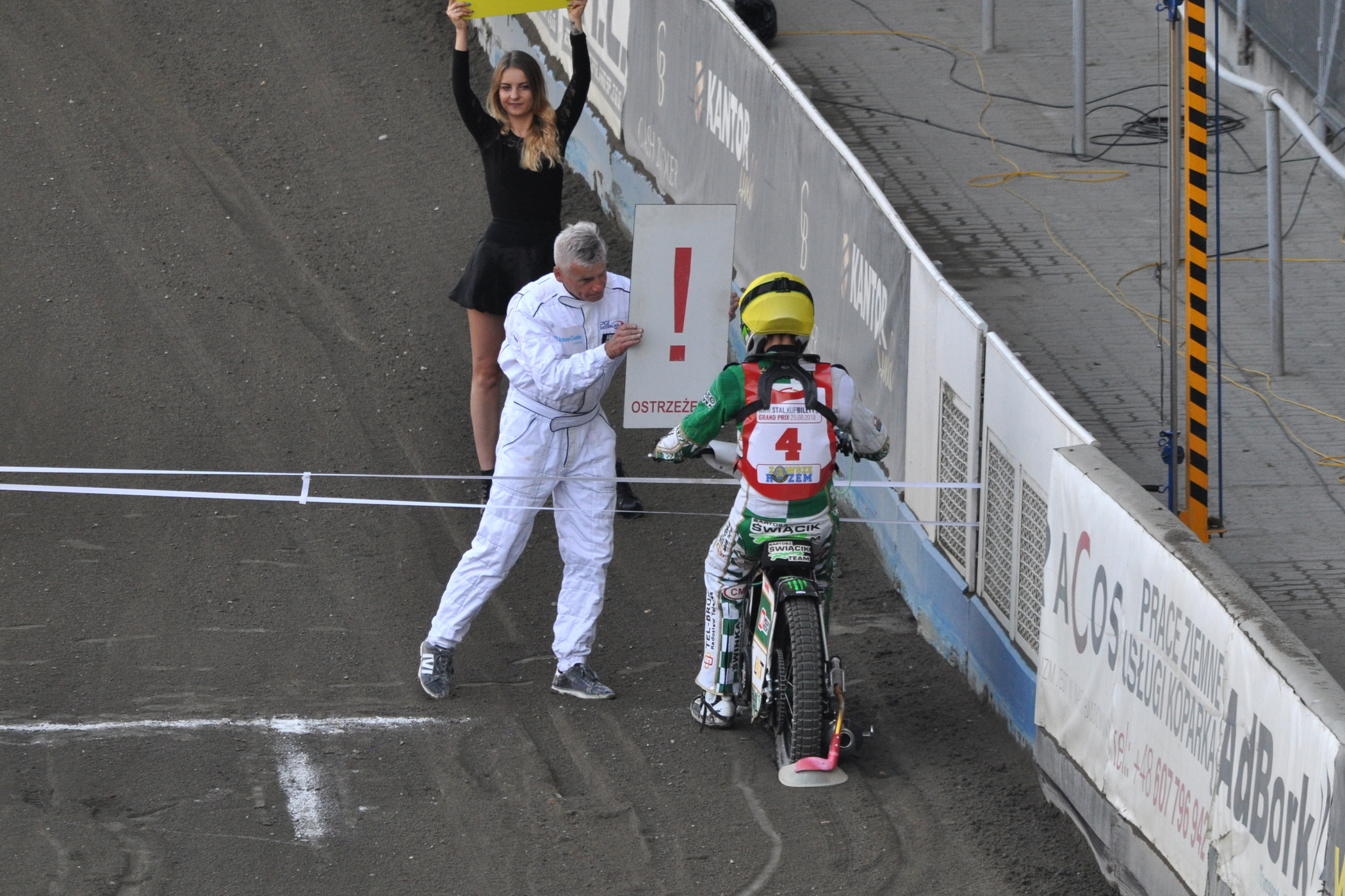
Zawodnik otrzymuje ostrzeżenie
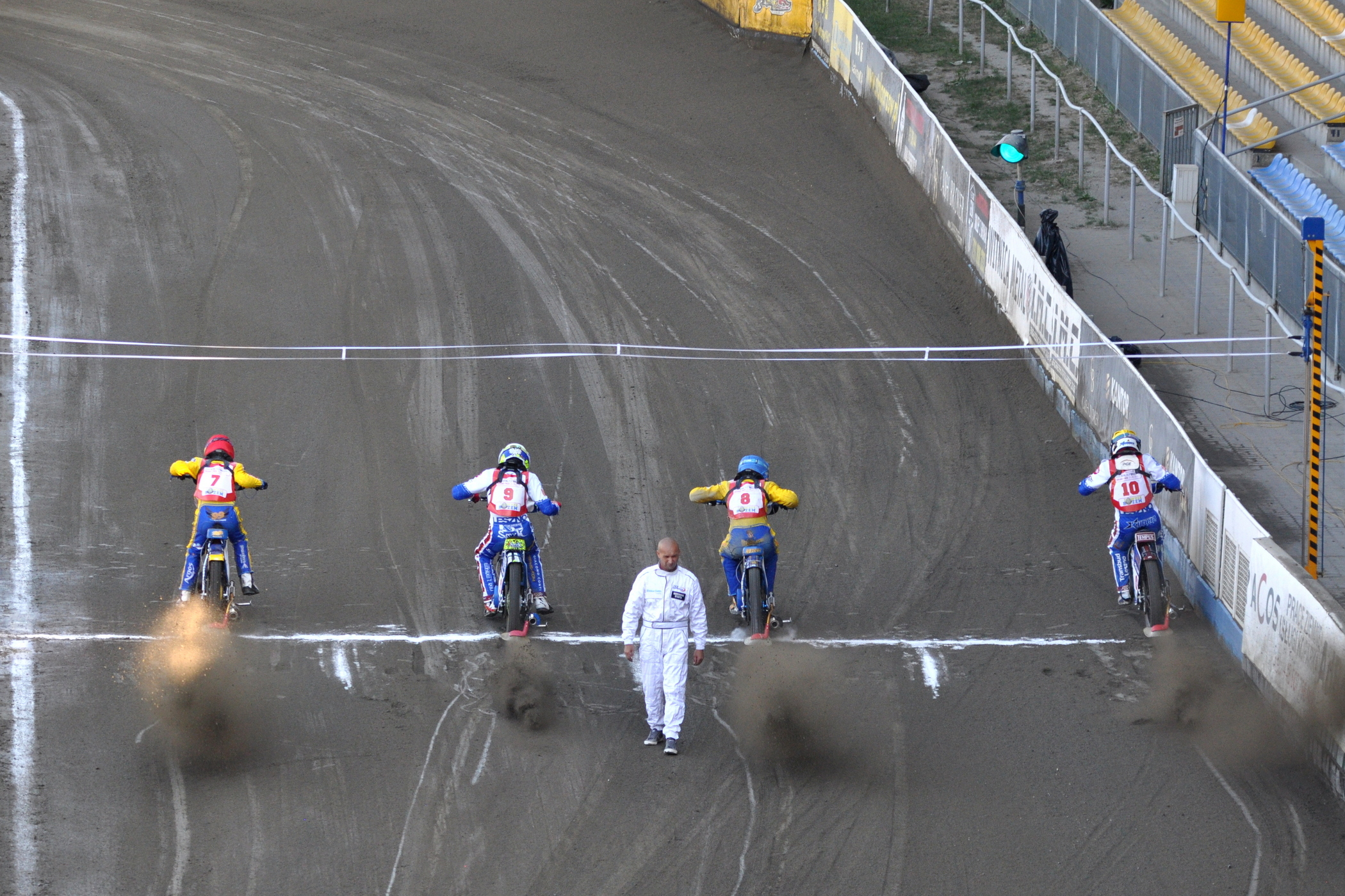
Zapalenie zielonego światła i podniesienie taśmy - start
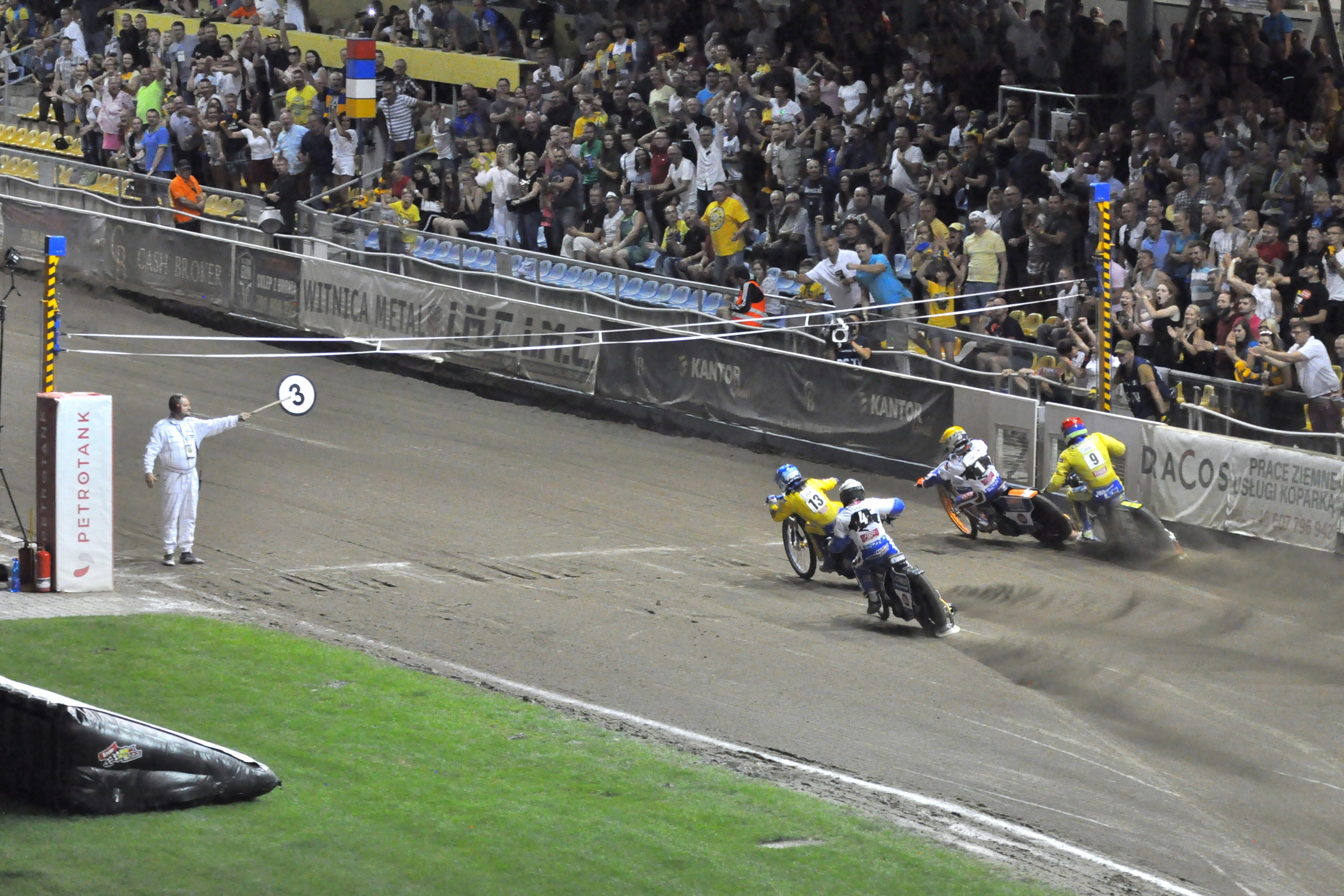
Tarczka "3" - do mety pozostały trzy okrążenia
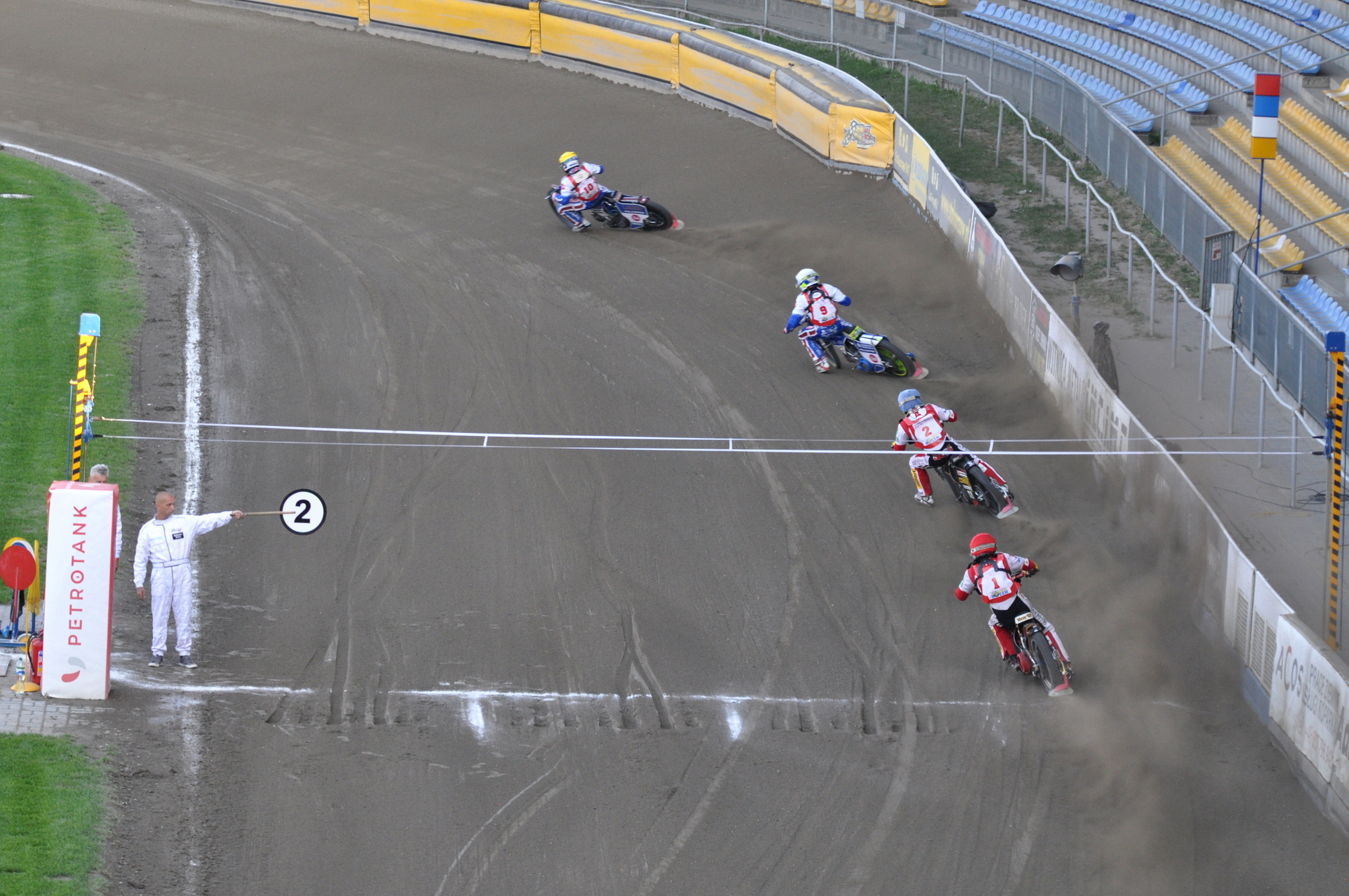
Tarczka "2" - do mety pozostały dwa okrążenia
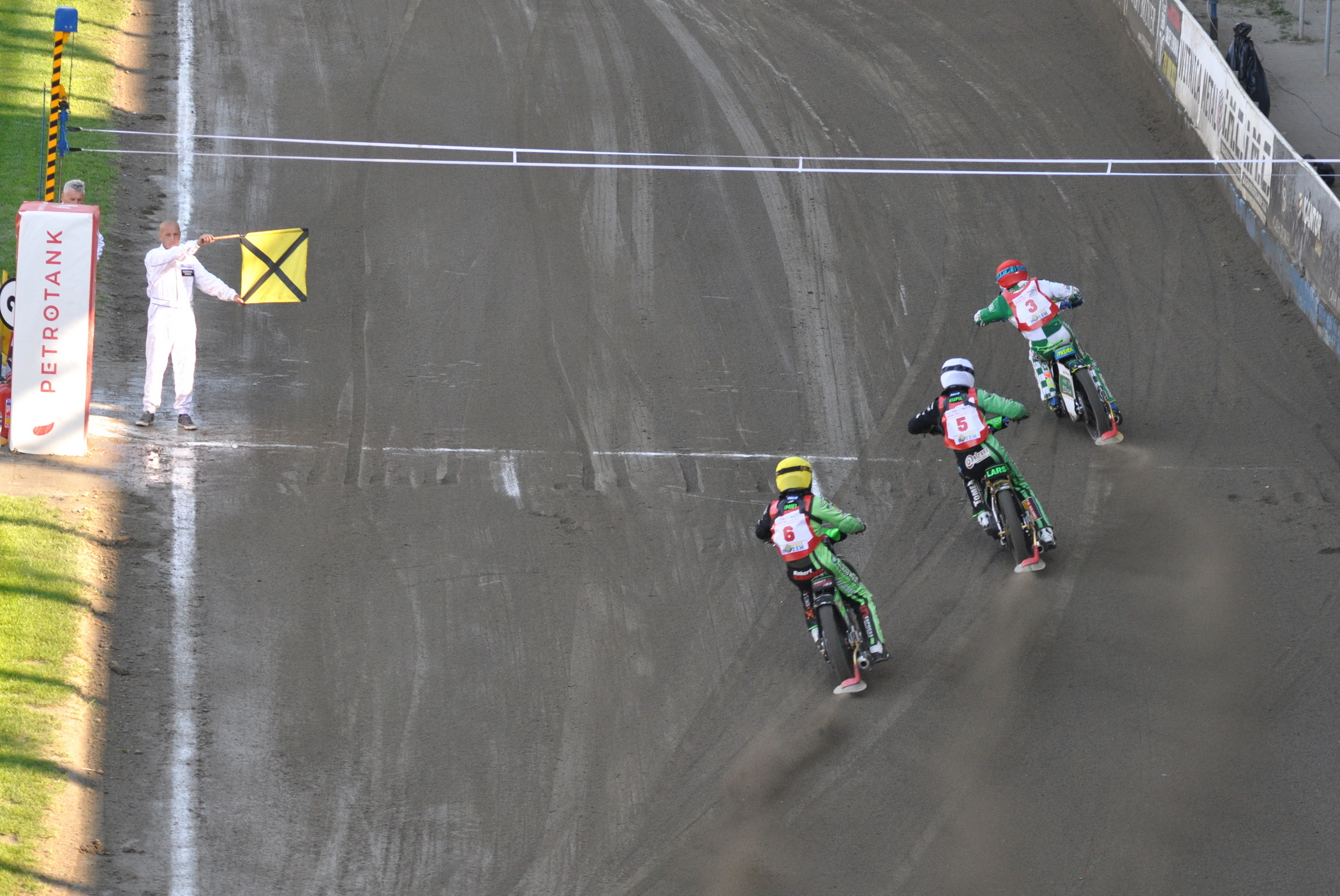
Chorągiewka z czarnymi przekątnymi, tzw. "żółta flaga, czarny krzyż" informuje o rozpoczęciu ostatniego okrążenia
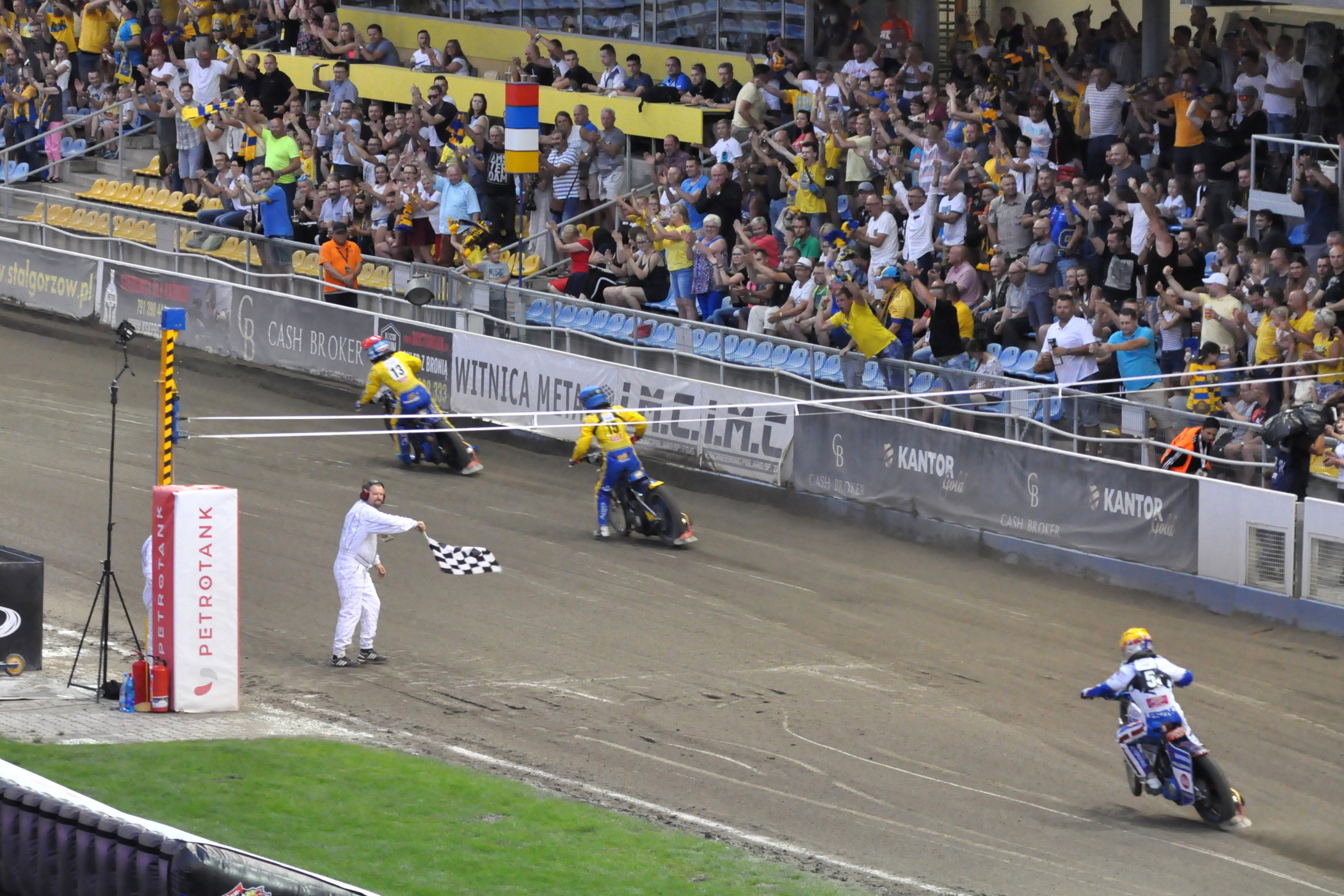
Chorągiewka mety to biało-czarna szachownica
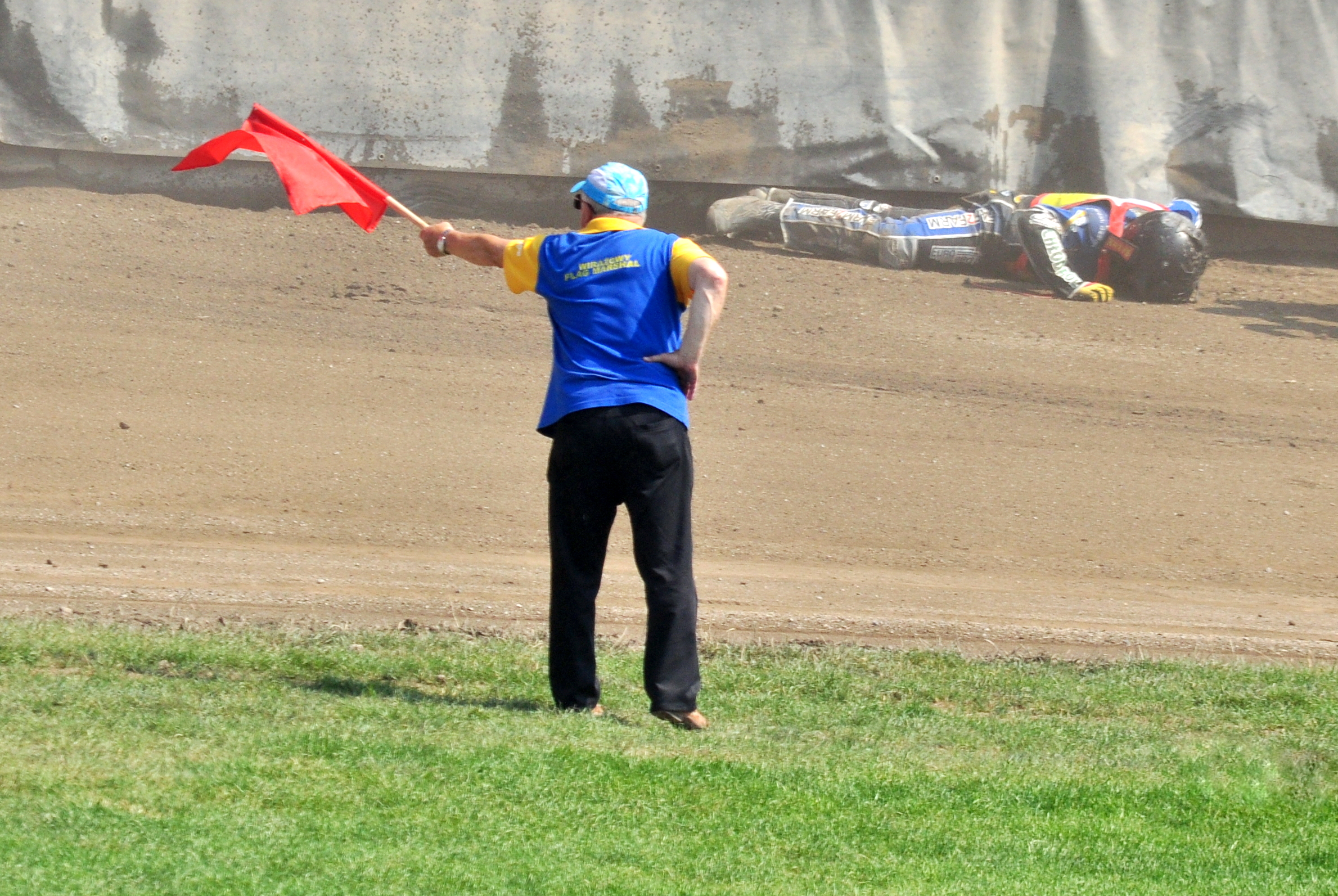
Wirażowy sygnalizuje przerwanie biegu
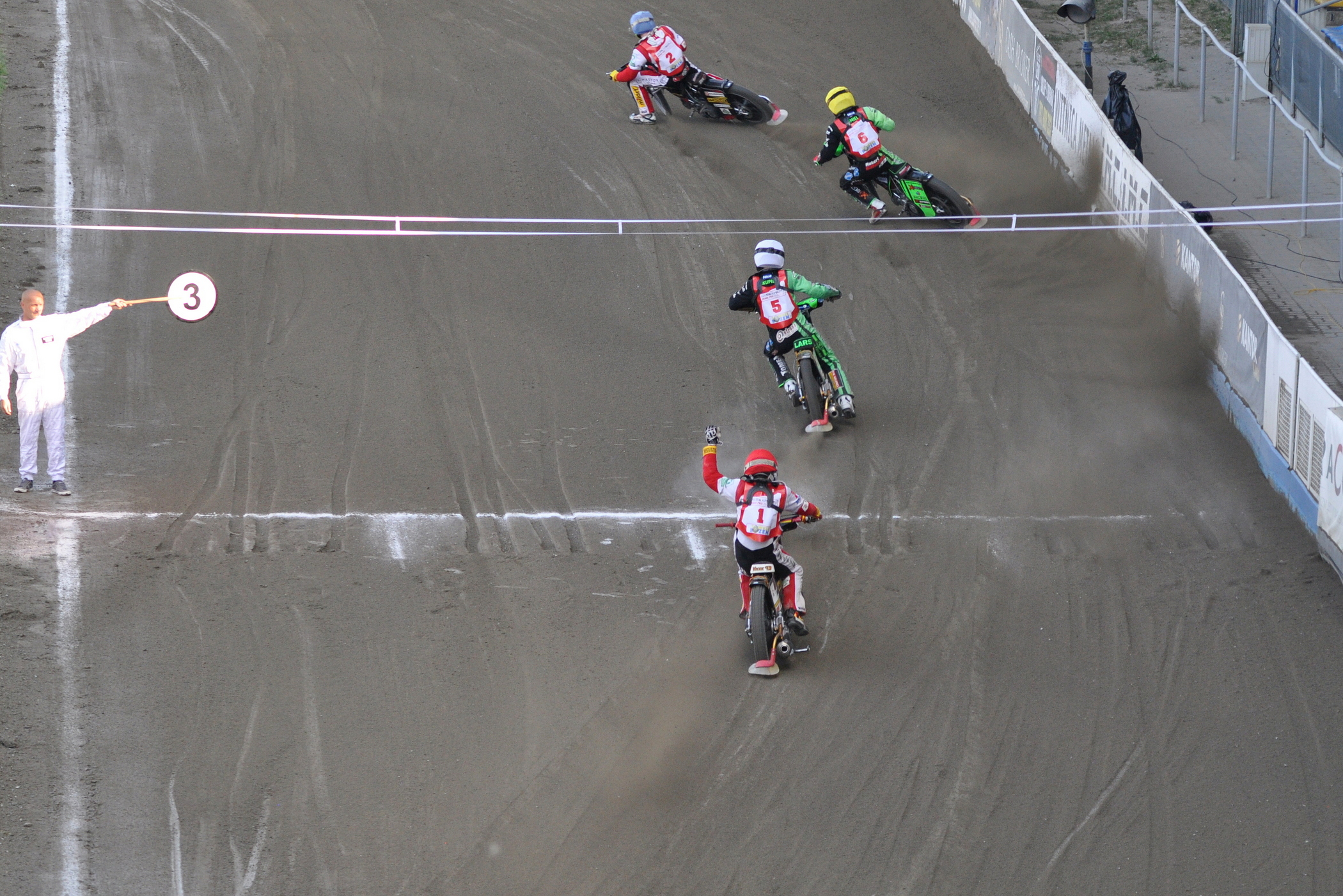
Zawodnik podnosząc rękę sygnalizuje zamiar zjazdu z toru (defekt)